# Bertesca

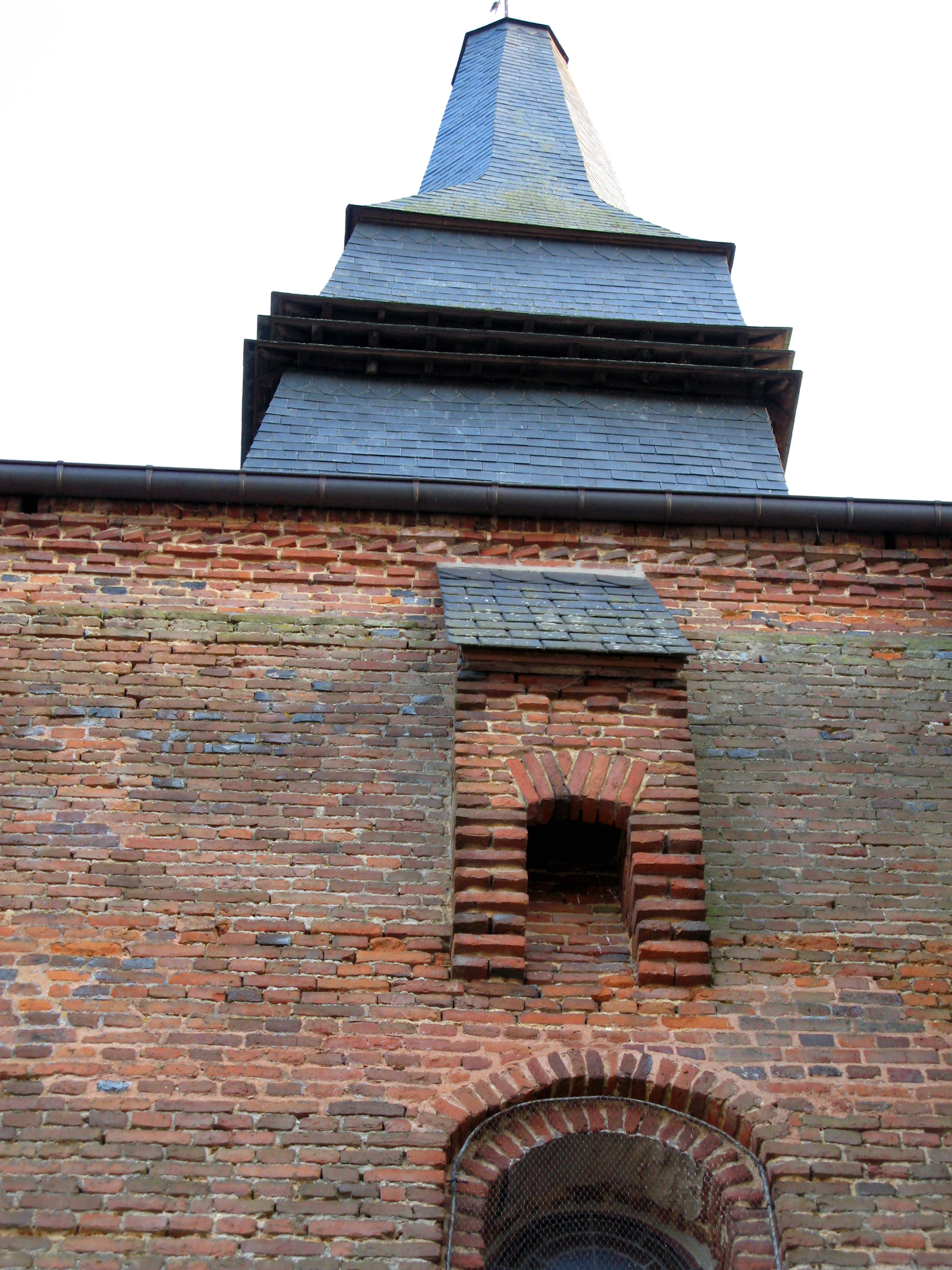
Bertesca della facciata settentrionale della chiesa fortificata di Archon, Francia

Una bertesca era una piccola prominenza rettangolare attaccata tramite un arco a mensola al muro di un'apertura difensiva.
Poteva essere merlata o coperta da un tetto. È spesso disposta sopra l'accesso di un castello, e munita di feritoia o di balestriera oltre che di caditoia, il che permetteva di difendere la base del muro o la porta situata al di sotto.
La bertesca è anche la gabbia fortificata di un'imbarcazione da guerra.

## Hourd
Il termine italiano bertesca si riferisce anche ad un altro tipo di struttura meglio identificabile con il termine francese Hourd.
Quest'ultima è un'impalcatura lignea a sbalzo posta alla sommità di mura e torri che permetteva ai difensori di disporre di un camminamento più esterno rispetto alle mura, protetto da un parapetto e da una tettoia e dotato di caditoia.
La struttura veniva montata fissando travi di legno in appositi fori lasciati nelle mura appena al di sotto delle merlature. Per rendere ignifuga la struttura venivano utilizzate delle pelli bagnate fissate alla struttura.
Si suppone che questa struttura venisse montata solo in previsione di un assedio.
Dal XIII secolo le bertesche vennero sostituite con strutture più resistenti in pietra, come le piombatoie.

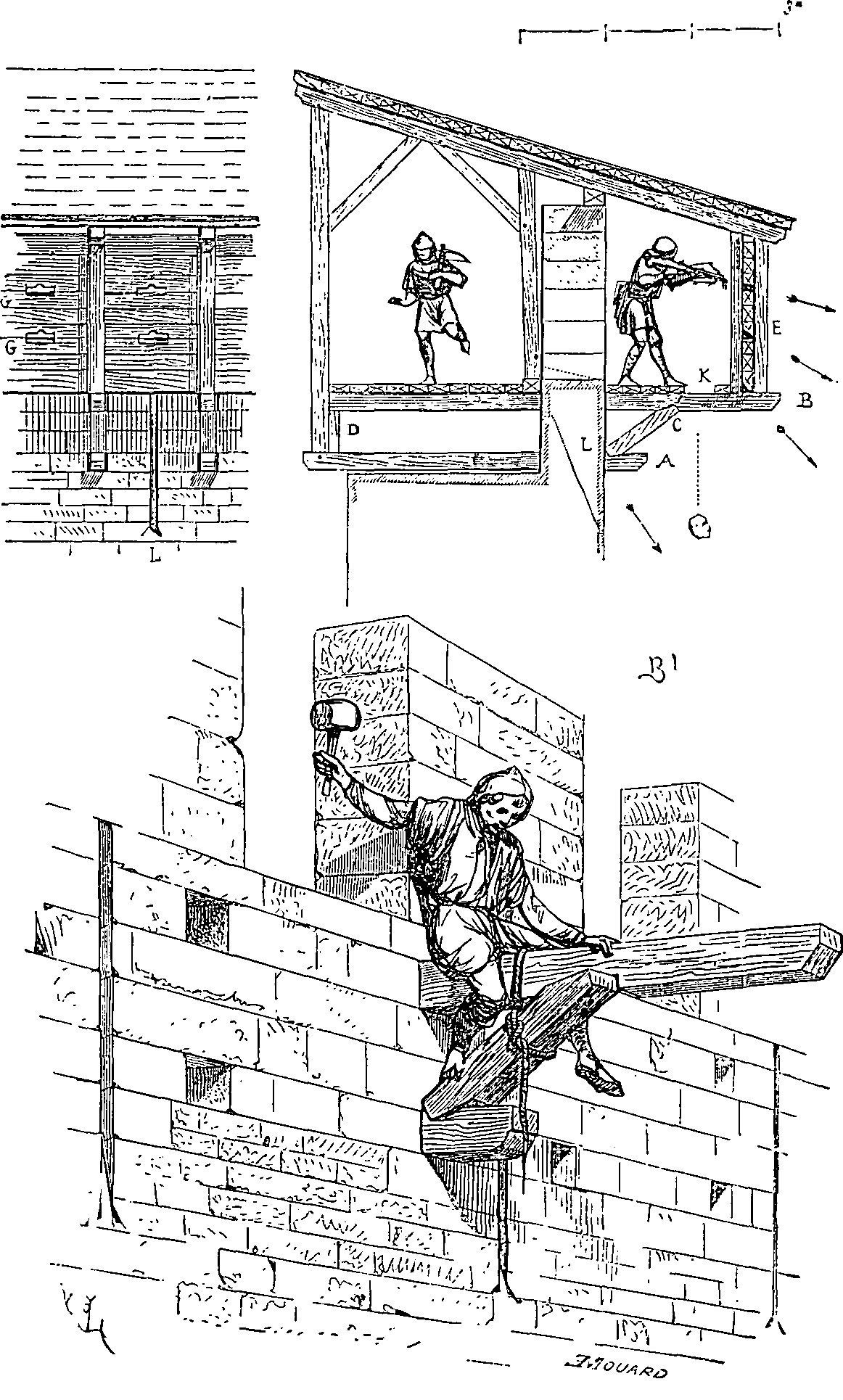
Montaggio delle bertesche nella città di Carcassone secondo uno schizzo di Eugène Viollet-le-Duc
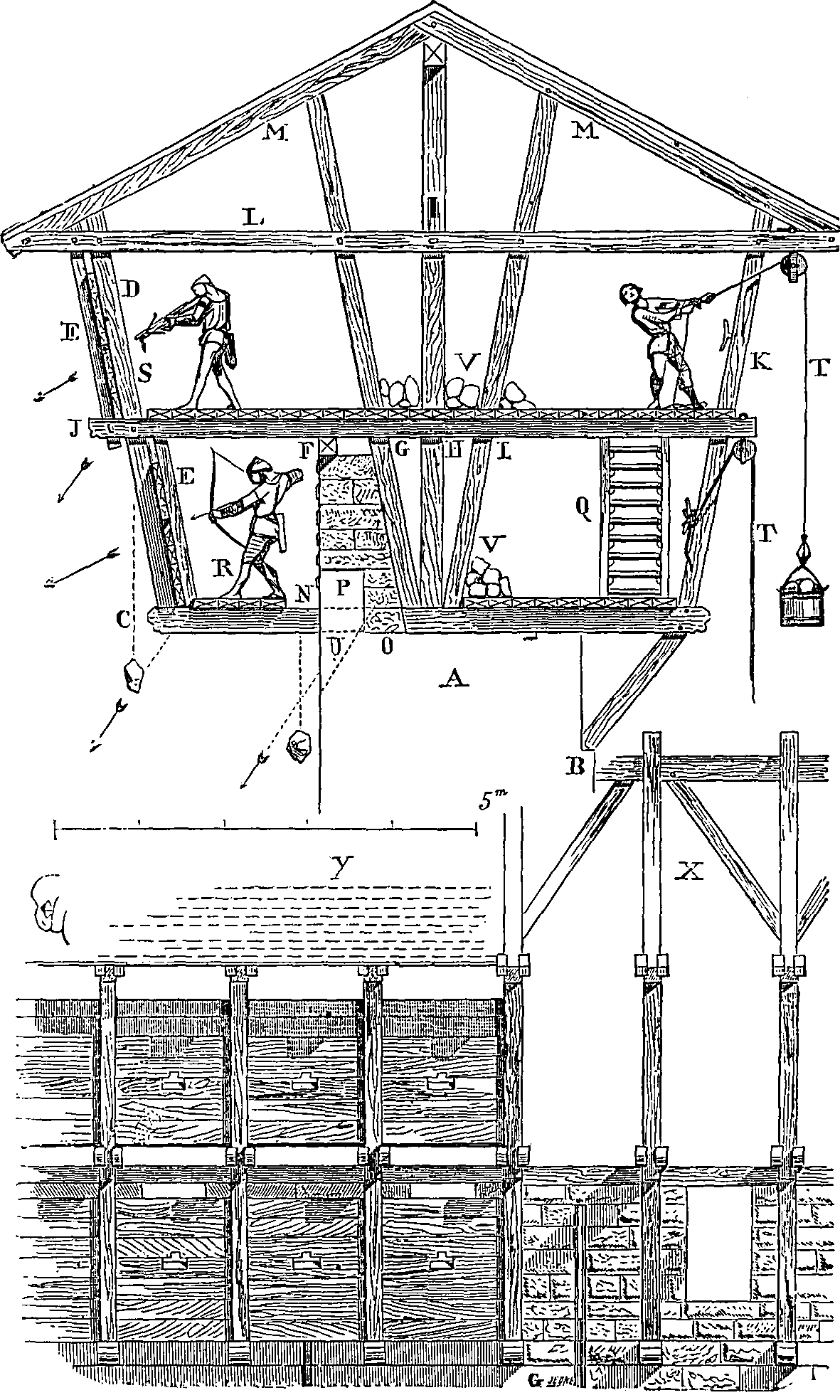
Bertesche a due piani con (x) e senza (y) camminamento di ronda secondo uno schizzo di Eugène Viollet-le-Duc.
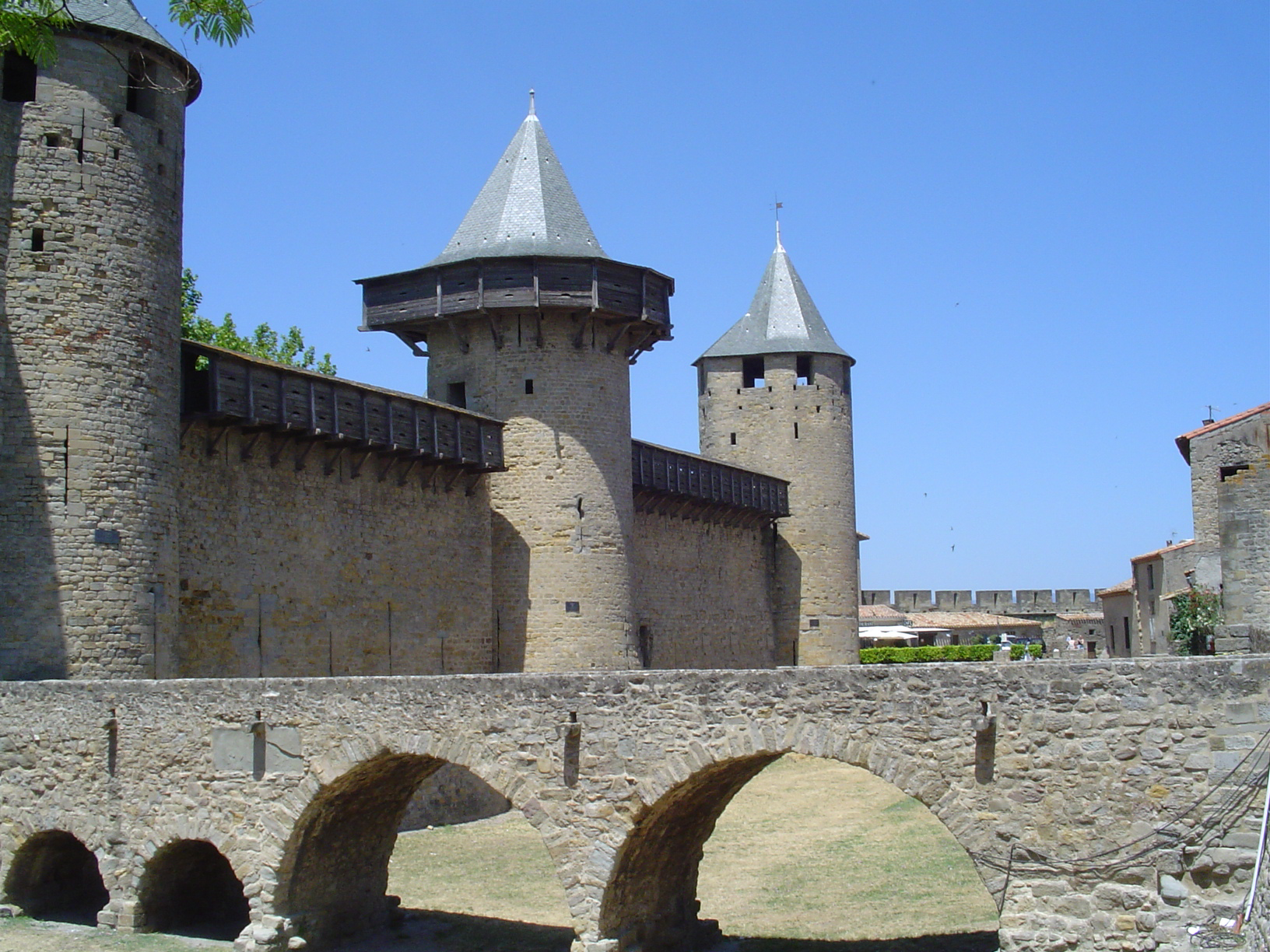
Ricostruzione delle bertesche a Carcassone.